# ابر پرساکومه‌ای
پرساکومه‌ای (cirrocumulus) از انواع ابر است. این نوع ابر تکه یا برگه یا لایۀ ابر سفید، نازک و بدون سایه‌روشن، متشکل از اجزای بسیار کوچک به شکل دانه، چین‌وشکن و غیره است. پرساکومه‌ای‌ها درهم‌فرورفته یا جداازهم و کم‌وبیش به‌طور منظم مرتب‌شده هستند؛ قطر ظاهری بیشتر این اجزا کمتر از یک درجه است.